# Gramática del polaco
La gramática polaca o gramática del polaco es el estudio de la morfología y de la sintaxis de la lengua polaca. El polaco comparte muchos aspectos con la mayoría de lenguas eslavas: declinaciones (siete casos: nominativo, genitivo, dativo, acusativo, locativo, instrumental y vocativo) y aspectos verbales, el perfectivo y el imperfectivo.
- Datos: Q1970392